# 少子化
少子化（しょうしか）とは、

各国の合計特殊出生率

1. 出生数（live births）が減少すること
2. その国・地域の合計特殊出生率が人口置換水準 (replacement-level) を下回ること（en:sub-replacement fertility)[1]
3. 年少人口の割合が低下すること（高齢化の類義語として）
4. 年少人口が減少すること

を指し、いずれの意味であるかはその文脈に依拠する。
2000年代以降の日本の人口学においては、少子化とは、合計特殊出生率が人口置換水準を相当長期間下回っている状況のこと（すなわち上記の2の意味）をいう。人口置換水準とは長期的に人口を安定的に維持するのに必要な合計特殊出生率の水準のことである。「少子化」を上記のような4種の意味で使うのが一般化したのは1990年代であるが、その当時の日本の人口学者は、これは政府による行政用語であって人口学の専門用語ではないとする立場をとっていた。しかし2000年代に入ると、「出生力が人口の置換水準を持続的に下回っている状態」とするのが「人口学的に正確な定義である」
とする主張が出現し、単なる出生率の低下とはちがう意味を持つ人口学専門用語として「少子化」が使れるようになっていった。日本人口学会が2018年に出版した『人口学事典』
では、「少子化」は出生力が低い状態を意味すると説明している。
経済発展と生活水準の向上に伴う出生率と死亡率の変化は、多産多死から多産少死、少産少死へ至る傾向があり、人口転換と呼ばれる。多産少死のとき人口爆発が生じることは古くより知られ、研究が進められてきた。日本では江戸時代前半（約3倍増）と明治以降（約4倍増）の2度、人口爆発が起きた。このような多産の状態から少産に転換していく過程は、出生数が低下するので、上記の1の意味での「少子化」に当てはまる。それにともなって年少人口が相対的あるいは絶対的に減少すれば、3あるいは4の意味でも「少子化」が起きることになる。
かつて少産少死社会は人口安定的と考えられていた。つまり、出生力が人口置換水準を下回るところまで低下することはないと見られていたので、1、3、4のような少子化が起きても、2の意味での少子化には至らないと考えられていたのである。しかし1970年代になると、西欧諸国で実際に2の意味での少子化が起きていることが確認された。つまり人口が維持できない水準まで出生力が低下したのであり、将来的に人口減少社会が到来すると予測されるようになった。現在では、2100年までに、世界の大半の国で人口維持を全くできなくなると予測されている。

## 語源
「少子化」は日本語由来のことばである。1992年（平成4年）、経済企画庁『国民生活白書』は、「少子社会の到来、その影響と対応」という副題のもと、少子社会の現状や課題について解説・分析をおこなった。そこでのキーワードであった「少子化」は即刻一般化し、日本以外の漢字文化圏にも波及した。この1992年『国民生活白書』が「少子化」の初出とされることが多いが、実際にはそれ以前から用いられている。
元来の意味での「少子」は年が若い子を指す
とされるが、夫婦が数少ない子供しか持たない（3人以下ないし2人以下）場合を指して「少子家族」「少子家庭」と呼ぶ用法は戦前から見られる。1960年代には、そのような夫婦が増加することを「少子化」と呼ぶようになった(pp12,17)。1980年代には新聞の専門家インタビュー記事などに顔を出すほか、総理府の『青少年白書』や教育社会学の書籍などでも用例がみられるが、この時期までは、両親から見た子供数あるいは子供から見た兄弟姉妹数の減少を指すのがふつうであった。社会全体で出生力が低い状態にあること（あるいはそのような水準まで低下していく過程）を指して「少子化」と呼ぶのが一般化するのは、前述のように、1990年代以降である。

## 近代の少子化原因

### 1950年以前

人口一人あたりGDP（横軸）と、合計特殊出生率（縦軸）。
CIA World Fact Book, 2009

20世紀の前半までは感染症の予防法も治療法も確立されていなかったので、妊産婦死亡率・周産期死亡率・新生児死亡率・乳児死亡率・乳幼児死亡率・成人死亡率はいずれも著しく高かった。また生活習慣病の予防法も治療法も確立されておらず、臓器の機能不全を代替する人工臓器や移植の医療技術も確立されていなかった。そのような社会状況では平均寿命は50歳前後が限界であり、死亡率の高さを補うために健康で妊娠出産能力がある女性は、10代の後半頃から40代頃まで産める限り産むという、多産多死の社会だった。十代の出産も高齢出産も21世紀初頭の現在よりも実数で多かった。

### 1950年以後
20世紀の後半になると産業と経済の発展、政府の歳入の増大と社会保障支出の増大、科学と技術の向上、医学と医療の向上などがあった結果、感染症の予防法と治療法が確立され、妊産婦死亡率・周産期死亡率・新生児死亡率・乳児死亡率・乳幼児死亡率・成人死亡率はいずれも著しく減少した。そのうえ生活習慣病の予防法や治療法、そして人工臓器や臓器移植の医療技術も確立されたので、平均寿命は著しく上昇し、その一方で逆に合計特殊出生率は著しく低下し、多産多死の社会から少産少死の社会に移行した。

## 現代の少子化原因
20世紀の後半以後、こうした医療技術の確立は、先進国だけでなく開発途上国にも低開発国にも普及した。先進国では大部分の国が合計特殊出生率が2人未満になり、開発途上国でも2人未満の国や2人台が大部分になり、低開発国でも20世紀前半の先進国よりも低くなっている。

### 都市化の進行
世界における都市化率の増加も、主要な要因のひとつだとされている。都市住民は田舎住民よりも、子供をあまり持たない傾向がある。都市住民は、児童を農場労働力として必要とはせず、また都市では不動産価格が高いため子供部屋は費用がかさむ。そのためマイホームの購入は郊外になることが多く、それによる遠距離通勤が共働きを難しくしている。

### 女子教育の普及
2020年7月14日にランセットに掲載された世界人口に関する論文によると、女子教育が普及して出産関連の公的医療サービスを女子が受けるようになった場合、女性1人あたりの産む子供の数は1.5人未満になると分析し、国連が2100年に109億人になると予測している世界人口は88億人になると予測している。

### 一家族当たりの子ども数の減少と集束
経済成長によってライフスタイルが変化した国では少子化が見られる。
かつての子育ては多産多死で雑に行われていたが、現代では子育てにリスク管理や「課金」が必要となり、難易度の高いものとなっている。
日本では戦後出産した世代の1921年〜1925年コーホートから産む子ども数が2〜3人、特に2人に集中する傾向が見られるようになり、昭和8年（1933年）以降は「2人っ子」が過半数を占めるようになった。
以後この傾向が半世紀にわたって続き、戦後標準的となった「2人っ子家族」第一次人口転換により定着した。この子供数の減少理由としては戦前から戦後初期の日本人の多くが農林漁業や自営業に従事して子どもの補助労働力としての価値があったが、戦後大衆が「サラリーマン化」したためその労働力の価値が低下したことが大きいとされる。現在の経済的理由から実家にとどまり続ける未婚者の存在や、都市における未婚率の高さはかつての日本でも同様の傾向があるが、「皆婚、子ども2人前後」が成立した時代がそもそも歴史的に見て稀であり、「皆婚に近い状態を維持しないと人口が減少に転じる社会」との指摘がある。

### 生殖能力の低下
- イギリスの大手コンドームメーカー、Durex社の2005年調査の結果、日本は世界の中で、著しくセックスの頻度が低い社会で、なおかつ性生活に対する満足度も著しく低い社会との報告がある。また夫婦間のセックスレスは二人目不妊につながると指摘されている[35]。
- 日本では2021年時点で毎年約3000人が子宮頸がんで死亡している[36][37][38][39]。子宮頸癌は以前は発症のピークが40〜50歳代だったが、近年は20〜30歳代の女性にも増加しており、子育て世代の母親が家族を残して亡くなるケースが多いため「マザーキラー」とも呼ばれる[40]。北海道大学「HPVワクチン副反応支援センター」の医師は子宮頸癌治療のための子宮頸部円錐切除経験者は早産・流産を起こしやすいため、子が低出生体重児として誕生し脳性麻痺など重度障害を負うケースに小児科が数多く遭遇することを述べ、また不調がワクチン原因説に固執すると他の要因を見落とす事例を挙げている[41][42]。予防できるHPVワクチンは国際的に比較し低接種率となっている。
- 2017年国際調査では40年前と比べ、世界でも日本でも「精子力」が劇的に下がっている状況にあり、特に日本は精子数が欧州4か国と比べ最低レベルにあった[43]。
- 晩婚化の影響もあり日本では不妊治療の件数が増加し、2017年には、全国で56,000人の新生児が体外受精によって誕生している。既に同年の全新生児の約6%を占めている[44]。国立社会保障・人口問題研究所の「2015年社会保障・人口問題基本調査」によると、不妊の検査や治療を受診したことがある、あるいは現在受けている夫婦は全体の18.2%で日本は不妊治療大国、しかし成功率は最下位との指摘がある[45][46]。

#### 晩婚化と加齢による生殖機能の低下や不妊
未婚・晩婚化の進展がより強く少子化に影響しているという側面もある。女性は胎生期に最大の卵子を持ち、以降減少していく。このため女性の妊娠しやすさ（妊孕性）は、おおよそ32歳位までは緩徐に下降し、卵子数の減少と同じくして37歳を過ぎると急激に下降していく。また男性も年齢とともに妊孕能が低下する。
また、男性の精子の質も加齢とともに劣化し、子供ができる可能性が低下し染色体異常が発生しやすくなることなども報告されている。二人目不妊の問題もあり、雑誌社の調査では不妊治療経験者中で第二子のときに不妊治療を経験した人は6割を超え、その内半数が第二子で初めて不妊治療をした状態にあり、子供を望んでいて最初の妊娠で問題がなくとも加齢やセックスレスにより妊娠しづらくなる問題が起こる場合があり、このため生涯設計のため生殖可能年齢を早期に理解することも重要である。日本産科婦人科学会によると不妊治療の体外受精によって2017年に誕生した子どもの数は、この年に生まれた子どものおよそ16人に1人の割合となっており、誰もが自然妊娠するとも限らない現状がある。

### 人工中絶の非違法化と普及
- マーガレット・サンガー - 1914年（大正3年）に産児制限（birth control）を提唱。
- 母体保護法 - 1948年（昭和23年）公布。翌年の改訂で「経済的理由による人工妊娠中絶」が合法化される。

厚生労働省の令和元年度衛生行政報告例によると2019年度（令和元年）の日本国内の妊娠中絶の総件数は、156,430件であり減少傾向にある。しかし各歳でみると19歳が5440件と最も多いが40〜44歳は1万3589件、45〜49歳は1399件と若者同様多く、かつ40歳後半の中絶例だけがやや増加傾向となっている。産婦人科医は40代後半の「産み終え世代」では、「予定外妊娠」で中絶を選択すると言及している。

## 古代における少子化問題

### 古代ローマ
少子化問題は古代ローマにもあった。アウグストゥスは紀元前18年に「ユリウス正式婚姻法」を施行した。現代の考え方とは違って既婚女性の福祉を図るというより、結婚していない場合様々な不利益を被らせるというものであった。すなわち女性の場合、独身で子供がいないまま50歳をむかえると遺産の相続権を失う、さらに5万セステルティウス（現在の約700万円）以上の資産を持つことが出来ない、又独身税というのもあって2万セステルティウス（現在の約280万円）以上の資産を持つ独身女性は、年齢に関わらず毎年収入の1パーセントを徴収された。男性の場合にも元老院議員等の要職につく場合既婚者を優遇し、さらに子供の数が多いほうが出世が早い制度を作っていた。それがために中には売春婦と偽装結婚してまで法の目を潜り抜けようとした者もいたという。

## 各国における少子化の状況
| 国名         | 初記録年 | 出生率 |
| ------------ | -------- | ------ |
| 香港         | 1989年   | 1.30   |
| ドイツ       | 1992年   | 1.29   |
| イタリア     | 1993年   | 1.26   |
| スペイン     | 1993年   | 1.26   |
| ブルガリア   | 1995年   | 1.23   |
| ラトビア     | 1995年   | 1.27   |
| チェコ       | 1995年   | 1.27   |
| ギリシャ     | 1995年   | 1.28   |
| スロベニア   | 1995年   | 1.29   |
| マカオ       | 1995年   | 1.24   |
| ロシア       | 1996年   | 1.27   |
| ウクライナ   | 1997年   | 1.27   |
| エストニア   | 1998年   | 1.28   |
| ハンガリー   | 1999年   | 1.28   |
| スロバキア   | 2000年   | 1.29   |
| ルーマニア   | 2001年   | 1.23   |
| リトアニア   | 2001年   | 1.29   |
| 韓国         | 2002年   | 1.17   |
| ポーランド   | 2002年   | 1.25   |
| 台湾         | 2003年   | 1.24   |
| 日本         | 2003年   | 1.29   |
| シンガポール | 2003年   | 1.27   |
| ポルトガル   | 2012年   | 1.28   |
| プエルトリコ | 2016年   | 1.24   |
| タイ         | 2019年   | 1.25   |
| 中国         | 2020年   | 1.30   |

白人は世界でもいち早く少子化を経験した。ヨーロッパの人口転換は戦前に終了していた。
ただしアメリカ合衆国では1950年代後半にベビーブームが起きており、1960年代には欧米は日本より合計特殊出生率が高かったこともあった。1970年代には日本の緩やかな低下とは対照的に急激な低下が起こり、1980年代前半には日本ともほぼ同水準に達した。欧米では移民を受け入れていたので、これが人口低下には直接通じなかった。
1980年代中頃までは欧州の多くの国で出生率は低下し続けたが、少子化対策が言われ出した1980年代後半からわずかに反転あるいは横ばいとなった時期があった。スウェーデンなどは1990年に人口置換水準を回復、2000年代には日本でも欧州に学んだ改革をするという動きが盛んになったが、その後2010年代に再び低下した。もはや多くの国では出生率回復を政策目標とはせず、育児支援などは児童・家族政策として行われている。
南ヨーロッパでは1970年代後半から合計特殊出生率が急低下し、イタリア・スペインでは1.1台という超低出生率となった。
東ヨーロッパでは計画的な人口抑制政策や女性の社会進出が早かったことなどから、もともと出生率が低かった。また、1980年代以降、経済停滞や共産主義体制の崩壊などの社会的混乱による死亡率の上昇が生じ、20世紀中に人口減少過程に入った国が多い。
旧ソビエト連邦は出産を奨励し続け末期でも比較的高かったが、ソ連崩壊後急減した。
大韓民国、台湾、香港、シンガポールなどのNIESでは1960-1970年代に出生率が急激に低下し、日本を超える急速な少子化が問題となっている。2003年の各国の出生率は、香港が0.94、台湾が1.24、シンガポールは1.25、韓国は1.18である。家族構成の変化や女性の社会進出（賃金労働者化）、高学歴化による教育費の高騰など日本と同様の原因が指摘されている。
中華人民共和国やタイ王国でも出生率が人口置換水準を下回っている。多くのアジア諸国では出生率が人口置換水準を上回っているものの低下傾向にある国が多い。
また、出生率の統計は出所によって数値が大きく食い違う国（ナイジェリア、韓国ほか）があることが指摘されており、ザ・ワールド・ファクトブックを含めてすべての調査機関が独自の修正を行っている。

### 北米

#### 米国
アメリカ合衆国では、1985年以降出生率が上昇に転じ、1990年以降2000年代半ばまで合計特殊出生率2.0付近で横ばいであったが以降は減少し1.8程度となっている。これはヒスパニック系国民の出生率が高いためである（2004年で2.82、2017年は2.01）。また2017年には、もともと少なかった非ヒスパニック系白人やアジア系だけでなく、全ての人種の出生率が、人口置換水準を下回っている。
しかし一方で非ヒスパニック系白人（ヨーロッパ系アメリカ人）の出生率も2000年代は1.85程度（2004年で1.85）であったが、2010年以降は減少し2017年は1.67であった。人口置換水準以下ではあっても日本・欧州や一部のアジア系アメリカ人（日系アメリカ人など）よりは高い水準にあるが、低下傾向にある。
また、かつて非常に高かった黒人（アフリカ系アメリカ人）の出生率は1970年代以降急激に下降し、白人やアジア系の水準に近づいている（2017年で1.82）。なお、アメリカでは欧州各国のよう直接的に関与する出産・育児支援制度などはほとんどなく、基本的には民間の企業やNPO、財団法人などが少子化対策に対応しているケースが多い。
政治的立場による差もあり、2006年の調査では保守派のほうがリベラル派よりも子供の数が41%多いため、共和党の追い風になるのではないかともされる。
40歳から44歳の米国人女性のうち、子供がいない人の割合は2014年6月時点で15.3%となり、2012年の15.1%を上回った、女性（とそのパートナー）の晩婚化と晩産化に伴い、少子化が進んでいる。

### 欧州

#### イギリス
イギリスは1960年代後半から出生率が下がり1990年代後半まで1.6人前後で推移していた。トニー・ブレア労働党政権以後、フレキシブル制度の奨励をはじめとする労働環境の改善やマーガレット・サッチャー保守党政権下で発生した公教育崩壊の建て直し（具体的には予算の配分増加・NPOによる教育支援）、外国人の出産無料などが行なわれた。
その結果2000年以降イギリスの出生率は持ち直し、2005年には1.79人にまで回復した。1990年代前半のスウェーデンのように経済的支援だけに目を向けた出生率維持の色が濃厚な短期的少子化解決政策ではなく、父母双方が育児をしやすい労働体系の再構築や景気回復による個人所得の増加を併せた総合的・長期的な出産・育児支援政策の結果として出生率が上がったことは現在国内外でかなり高く評価されていた。
しかし2012年以降は再び急速に出生率が低下しており、2020年には過去最低値の1.56を記録した。出生数の維持に貢献しているのは主に南アジアや中東出身の移民系の母親であり、非移民系イギリス人の出生率は1.5以下である。イングランドとウェールズに限れば、2020年に出生した613,905人のうち29.3%にあたる179,881人は英国外にルーツを持つ移民系の母親の子であり、2007年の23%と比較して大きく上昇している。さらに両親のどちらかが移民系である子の割合は34.8%に達する。2024年、ロンドンで最も人気な男児の名前が「ムハンマド」になった。

#### フランス
フランスでは長く出生率は欧州諸国の中で比較的高い位置にあったが、1980年代以降急速に下がり1995年には過去最低の1.65人にまで低下した。その後政府は出生率を人口置換水準である2.07人にまで改善させる事を目標と定め、各種の福祉制度や出産・育児優遇の税制を整備した。
女性の勤労と育児を両立することを可能とする「保育ママ制度」、子供が多いほど課税が低くなる『N分N乗税制』導入や、育児手当を先進国最高の20歳にまで引き上げる施策、各公共交通機関や美術館などでの家族ぐるみの割引システムなどが有名。この結果低下したフランスの出生率は2006年に欧州最高水準の2.01人にまで回復したが、2019年にはすでに低下傾向である。

#### スウェーデン
スウェーデンでは出生率が1980年代に1.6人台にまで低下し、早くに社会問題となった。そこで、女性の社会進出支援や低所得者でも出産・育児がしやすくなるような各種手当の導入が進められた。また、婚外子（結婚していないカップルの間に誕生した子供）に嫡出子と法的同等の立場を与える法制度改正も同時進行して行なわれた。その結果、1990年代前半にスウェーデンの出生率は2人を超え、先進国最高水準となった。この時期、出生率回復の成功国として多くの先進国がこのスウェーデン・モデルを参考にした。
1990年代後半、社会保障の高コスト化に伴う財政悪化により政府は行財政改革の一環として各種手当の一部廃止や減額、労働時間の長期化を認める政策をとった。その結果、2000年にはスウェーデンの出生率は1.50人にまで急落した。その後はイギリスと同様男女共に働きつつ育児をすることが容易になる労働体系の抜本的見直しや更なる公教育の低コストを図り、2005年時点で出生率は1.77人まで再び持ち直した。更に翌2006年には出生率1.85人、出生数10万6000人とおよそ10年ぶりの高水準にそれぞれ回復している。
しかしその後、2010年代には再び低下傾向に陥る。この原因として、各家庭がすでにつくる予定だった子供を早くつくったことで上昇したのではないかという説がある。

#### ドイツ
ドイツも、2005年時点で出生率が1.34人と世界でもかなり低い水準にある。東西分裂時代より旧西ドイツ側では経済の安定や教育の高コスト化などに伴う少子化が進行しており、1990年ごろには既に人口置換水準を東西共に大幅に下回っていた。
その後ドイツ政府は人口維持のため各種教育手当の導入やベビーシッターなど育児産業の公的支援、教育費の大幅増額などを進めた。しかしドイツでは保育所の不足や手当の支給期間の短さ、更に長く続く不況による社会不安などが影響して2000年の1.41人をピークに再び微減傾向にある。出生数も2005年に70万人の大台を割り、その後大きな成果は挙げられていない。
ドイツは既に毎年国民の10 - 15万人前後が自然減の状態にある人口減少社会であり、2005年は約14.4万人の自然減であった。このまま推移すると2050年には総人口が今より1000万人あまり減る事が予想されている。また、ドイツはヨーロッパ有数の移民大国・外国人労働者受け入れ国家であるが、その移民や外国人労働者の家族も同様に少子化が進んでおり、ドイツにおける移民の存在は出生率にほとんど影響していない。しかし難民を多く受け入れた2016年は1.59と43年ぶりの高水準となった。
単なる人口減だけでなく、優秀な技術者も大量に少なくなる試算が出ており、ドイツ人はこの状況に危機感を持っている者が多い。2014年の欧州議会議員選挙では多くの国で移民反対を主張する政党が支持を伸ばしたのに対し、ドイツでは（高い技術を持ったという条件はあるが）移民を支持する政党が支持を伸ばした。しかし欧州難民危機を経て反移民派が勢力を拡大し、おもにイスラム圏からの移民問題が争点となっている。

#### イタリア
イタリアでは1970年代後半から大幅に出生率が落ち込み、1990年代には既に世界有数の少子国となっていた。イタリアの場合他の国とは少し異なり著しい地域間格差（経済的に豊かで人口の多い北部と人口減少が続き産業の乏しい南部での格差）、出産・育児に関する社会保障制度の不備、女性の社会進出などに伴う核家族化の進行そして根強い伝統的価値観に基づく男女の役割意識の強さなど、かなり個性的な問題が背景にあった。
こうした中でシルヴィオ・ベルルスコーニ政権は出産に際しての一時金（出産ボーナス）の導入や公的教育機関での奨学金受給枠拡大、医療産業への支援を行なった。その結果、2005年に出生率は1.33人にまで回復したが、依然として出生率そのものは世界的にかなり低い水準に留まっている。イタリアをはじめとして南欧や東欧では男女の家庭内における役割意識など保守的価値観が強く、カトリック教会は離婚が禁止されているために出生数の伸びにつながりにくい。

#### オランダ

オランダ

オランダでも1970年代から1980年代にかけて出生率が大きく下がり、1995年には過去最低の1.53に低下した。そこで政府は子育てがしやすい社会の再構築のため、数々の施策を試みた。北欧と同様、法律婚によらなくても家庭を持ち子育てが可能となるような政策が広く知られている。出生率は2000年代に一時的に回復傾向となるが、2010年代に再び下落傾向に戻った。

#### ロシア
ロシアではソビエト連邦の崩壊後、人工妊娠中絶や離婚の増加で出生率が低下し、他にも社会情勢の混乱による死亡率上昇や他国への移住による人口流出のため、1992年に主要国で最も早く人口減少過程に入った。以降、人口の自然減が続き、ウラジーミル・プーチン大統領は演説で「年間70万人の人口が減っている」と述べた。

ロシア

ロシアの人口は2001年時点で1億4600万人だったが、2009年現在は1億4200万人となっている。プーチン大統領は「2050年には1億人すれすれになる」と予測していた。他方で資源バブルや欧米資本による工場建設などを背景に経済成長は著しくBRICSと言われ国家全体でも1人あたりでもGDPの増大が続いていたが、石油価格高騰の終了、クリミア併合に伴う経済制裁などで2013年からGDPの減少となった。
ソ連時代には200万人を超えていた出生数は1999年には121万人に減少した。2000年にプーチン大統領が就任して以降、プーチン大統領による少子化対策が行なわれるようになり2006年には大胆な少子化対策を打ち出した。2007年以降に第二子を出産した母親に、その子が3歳になった日以降に25万ルーブルの使途限定資金を支給することにした（25万ルーブルの使途は、マイホームの購入・改築、教育、年金積立のいずれかである）。このほかプーチン大統領は、児童手当や産休中の賃金保障額の引上げなども行なった。ウリヤノフスク州知事であるセルゲイ・モロゾフ知事は、2007年以降、9月12日を「家族計画の日」を制定し、「家族計画の日」で受精して9か月後に建国記念日である6月12日に出産した母親に賞品を贈与するという。
これらの対策により1999年には121万人まで減少した出生数は2008年には171万人までに増加2003年には79万人でピークを迎えた減少数は2008年には10万人にまで減少して改善した。合計特殊出生率は、1999年に最低の1.16を記録した後上昇した。
しかし出産適齢期人口の減少とベビーブーマーの出産終了により出生数は再び減少、2018年の出生数は160.4万人であった。2019年の出生率は1.5であった。
2020年ロシアの人口は51万人と15年ぶりとなる大幅な減少となった。ロシアの人口は一方的なクリミア半島併合をで増えた2014年で増えたことを除けばずっと減少を続けていた。
ロシアの少子化は、ロシア連邦軍にも影響を与えている。ロシアでは徴兵制度が敷かれているが、若者の間では徴兵逃れが蔓延している上、少子化の影響で軍の定数すら維持できない状態にある。ロシア軍は、破綻寸前の徴兵制度から志願制に移行しつつある。

### 中東

#### イスラエル
イスラエルでは第一次中東戦争や、貧困などの要因により建国直後は人口減少の一途を辿っていたが、ユダヤ教の教えで家族の絆を重視する価値観があり、とくに超正統派の出生率が非常に高い。
1995年の国民医療保険法制定以降、45歳以下の女性は体外受精（人工授精）の費用を国が全額補助するようになった。

### 東アジア

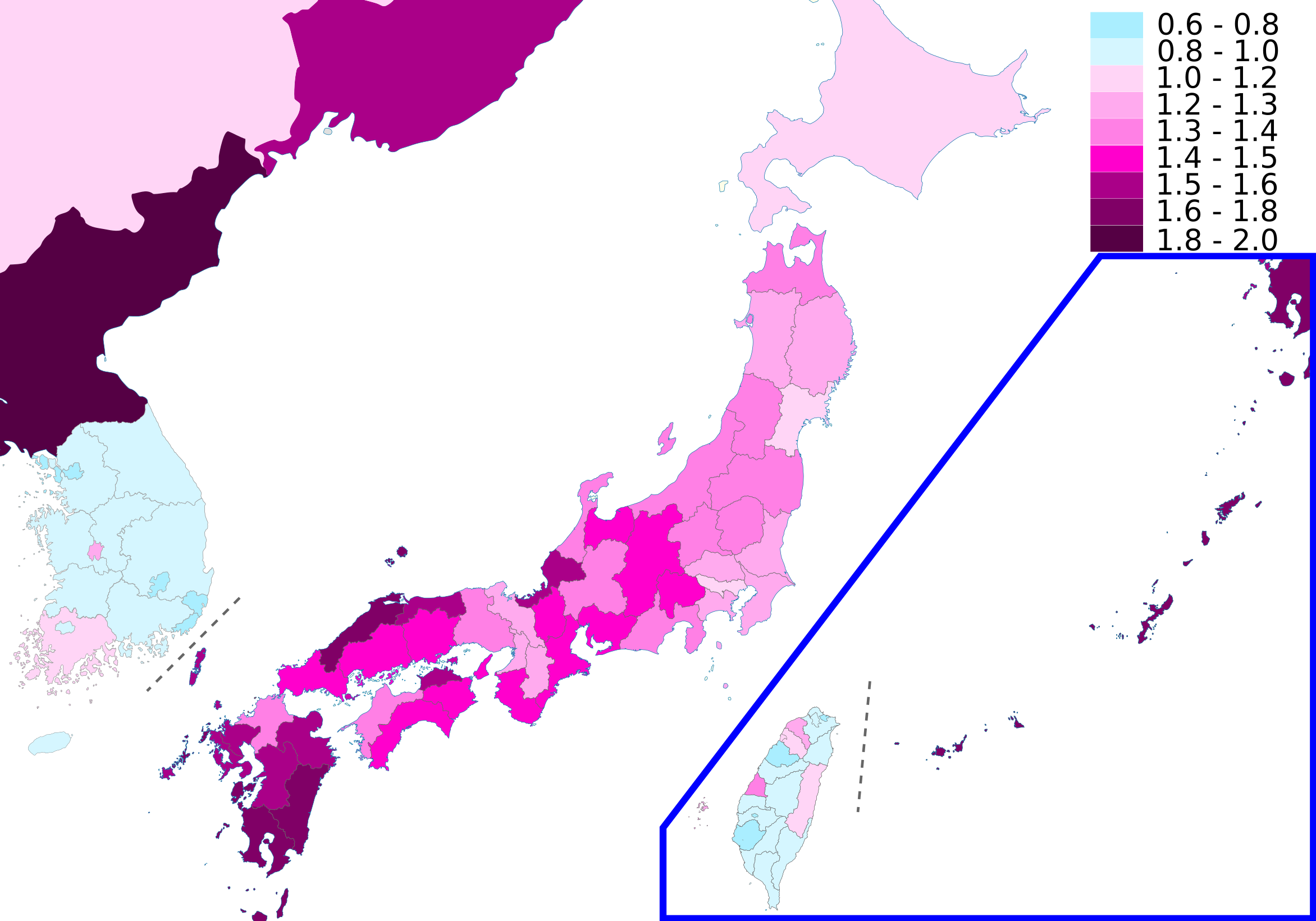
北東アジア3か国の地域別合計特殊出生率（2021年）。最高値は沖縄県（日本）の1.80、最低値はソウル（韓国）の0.63、釜山（韓国）の0.73、苗栗県（台湾）の0.76

#### シンガポール
出生率の動向として1985年以降、それまで高い値で推移していたシンガポールの出生率は下降の道をたどり急激に進んでいる。1975年に人口置換水準を割った後もさらに降下し続け、現在の低出生率に至っている。
原因においてはシンガポールにおける少子化問題の歴史の始まりの1965年のシンガポールの人口政策の第一人者である東南アジア研究所特別研究員ソウ・スウィー・ホック氏（Saw  ,Swee   -Hook）によるシンガポールの少子化の原因・背景の記述（Saw,2004）によると、シンガポールにおける少子化の原因として女性の晩婚化及び既婚女性の減少、国家及び民間による人口統制の政策の影響、人口中絶・避妊手術の合法化の3点が挙げられる。
政府が運営する婚活支援サービス（SDN）が存在する。

#### 大韓民国
大韓民国では1960年頃6.0人,1970年頃に4.53人だった出生率が、経済発展と同時に急落した。1987年に1.53人で最低水準を記録した後 1992年には1.76人を記録して再び下落し始めた。 2000年に出生率が上昇して1.47人を記録したが、2001年から下落反転して1.31を記録し 2002年には1.17人、2003年には1.18人と推移した。初めは人口急増による失業者増大などを恐れ出産抑制策を取っていた政府も21世紀に入って急激な少子化を抑えるため姿勢を一転させる。具体的には2005年のこども家庭省新設、大統領直属の少子化対策本部立ち上げ、出産支援を目的とした手当導入などが挙げられる。
しかし、韓国では他の東アジア先進地域（台湾やシンガポール、香港など）と同様女性の社会進出に伴う晩婚化の進展や未婚女性の増加、そして福祉システムが起動不備。加えて韓国の私的教育費はOECD加盟国最高水準という状態で、激しい受験戦争や高学歴化に伴う家庭の負担増加は韓国を更なる少子国に追いやった。
2005年の出生率は1.08人と事実上世界最低水準に落ち込み、現在のところ韓国の少子化対策は不調気味であると言える。加えて韓国では経済成長の蔭り, 1997年 IMF通貨危機その後の雇用不安によって晩婚化や子供のいない家庭が深刻化し、政財界を悩ませている。
2005年度では34万件の人工妊娠中絶があり、これは韓国の新生児の78%にあたる。2009年に大統領府の主宰する会議は出生率低下に対する対応策の一つとして堕胎を取り締まると発表した。女性団体らはこれに反対している。
2006年にはオックスフォード大学の人口学者デービッド・コールマン教授が「韓国は世界で初めて少子化で消滅する国になるだろう」と予測した。
2018年には出産や育児の手当など、少子化対策の財源を確保するため『少子化税』の導入を検討している。
2018年8月22日、韓国統計庁が発表した「2017年出生統計」によれば、韓国の合計特殊出生率は1.17人で過去最低を更新しOECD加盟国の中でも最下位となった。
2019年に発表された2018年の合計特殊出生率は0.98で、世界最低かつ史上初の合計特殊出生率1未満となった。2019年7月から9月までのソウルの合計特殊出生率は0.69で世界で初めて0.7を割った。
国会 (大韓民国)の調査によると、少子化の対策を何ら行わなかった場合における最悪の予測では2750年までに韓国の人口は絶滅するとしている。
2019年の5165万人をピークに人口減少社会に突入すると予想されている。2019年3月の人口推計では、2065年には全人口に対する65歳以上の高齢者比率が46%と世界最高となり、2067年の総人口は1972年水準の3365万人まで減少すると予測されている。2019年の合計特殊出生率は0.92人に落ち込み、過去最低を更新した。2020年には遂に初の人口減少を迎え、出生率も0.84と過去最低を更新した。2021年は前年をさらに下回る0.81を記録した。2022年は0.78を記録した。2023年は0.72を記録した。

#### 北朝鮮（朝鮮民主主義人民共和国）
北朝鮮の合計特殊出生率は国家による統計が国連へ開示されていないものの、少子化の進行は金正恩国家元首が認めている。

#### 中華人民共和国
中華人民共和国では、人口抑制政策である一人っ子政策が1979年に開始され、あわせて「晩婚」「晩産」「少生（少なく産む）」「稀（1人目と2人目の時間を開ける）」「優生（優秀な人材を産もう）」の5つのスローガンが掲げられた。この方針が人口ピラミッドの年代別の人口バランスに影響を与え、今後の推移予想から、2050年時点で65歳以上の人口が4億人を越えると見られている。この政策は、男子を望む家庭が多いことから、男女比：119対100という出生構成比にゆがみを生じさせている。また将来の労働力となると期待される、14歳以下の人口の減少にもつながっている。
国際連合人口部によると、中国の生産年齢人口（15 - 59歳）は、2015年頃にピークを迎え（67.6%）、2020年頃から急激に減少し、2050年には50.0%、2100年には46.9%まで減少すると、少子高齢化になることが予測されている。中国の人口は2030年頃の14億6000万人がピークとなり、2100年には10億人にまで減少すると推測している。実際には生産年齢人口のピークは2013年であり減少に向かっている。
総人口の伸びが止まると65歳以上の高齢人口比率が極端に増えるため、「八四二一」問題（八四二一家庭结构老人的赡养问题）と呼ばれる、将来「1人の子どもが、2人の親の面倒を見、4人の祖父母と、8人の曾祖父母も支える」という深刻な社会構造の到来が懸念されている。
今後確実に訪れると考えられる超高齢社会をにらんで出生計画の方針に変更が見られ、一人っ子政策は2016年に廃止され第二子まで許されるようになった。しかし出生数の増加は政府の期待値には届いていない。2023年の中国の出生数は902万人と建国後最小を更新した。香港も本土をしのぐ少子化が進行している。
2021年、少子化の原因は教育熱に応えた学習塾の乱立が教育費の高騰を招き、若者が子供を産むことをためらっているためとして、義務教育中の生徒を対象とした学習塾の規制を発表した。今後は新規の開業は認可されず、既存の塾も非営利団体として登記され、料金も政府の基準額に従う必要がある。
中国は一人っ子政策適用期に正確に何人の子供が生まれたか誰にもわからなかった時代が長かったため、少子化対策をすべての子供に適用するのが難しい状況が続いている。子沢山の家庭がオリンピックの金メダルや国際競技を目指すケースは、現在も後を絶たない。

#### 台湾（中華民国）
台湾の出生率は住宅難などを背景に急激に進行、2010年代には出生率は世界一低いレベルとなった。

#### 日本

日本の人口ピラミッド

日本政府は平成16年（2004年）版少子化社会白書において「合計特殊出生率が人口置き換え水準をはるかに下回り、かつ、子供の数が高齢者人口（65歳以上人口）よりも少なくなった社会」を「人口減少社会」と定義している。日本は1997年（平成9年）に少子社会となった。日本の人口置換水準は2.08と推計されているが、日本の出生率は1974年（昭和49年）以降2.08を下回っており、日本の人口は2005年（平成17年）に戦後初めて自然減少した。2019年の出生率は1.36であった。
国立社会保障・人口問題研究所の予測（2017年時点）によると、2065年には日本の総人口が8808万人にまで減少しているが、出生率は1.39と低水準のまま回復しないという状況になっている。

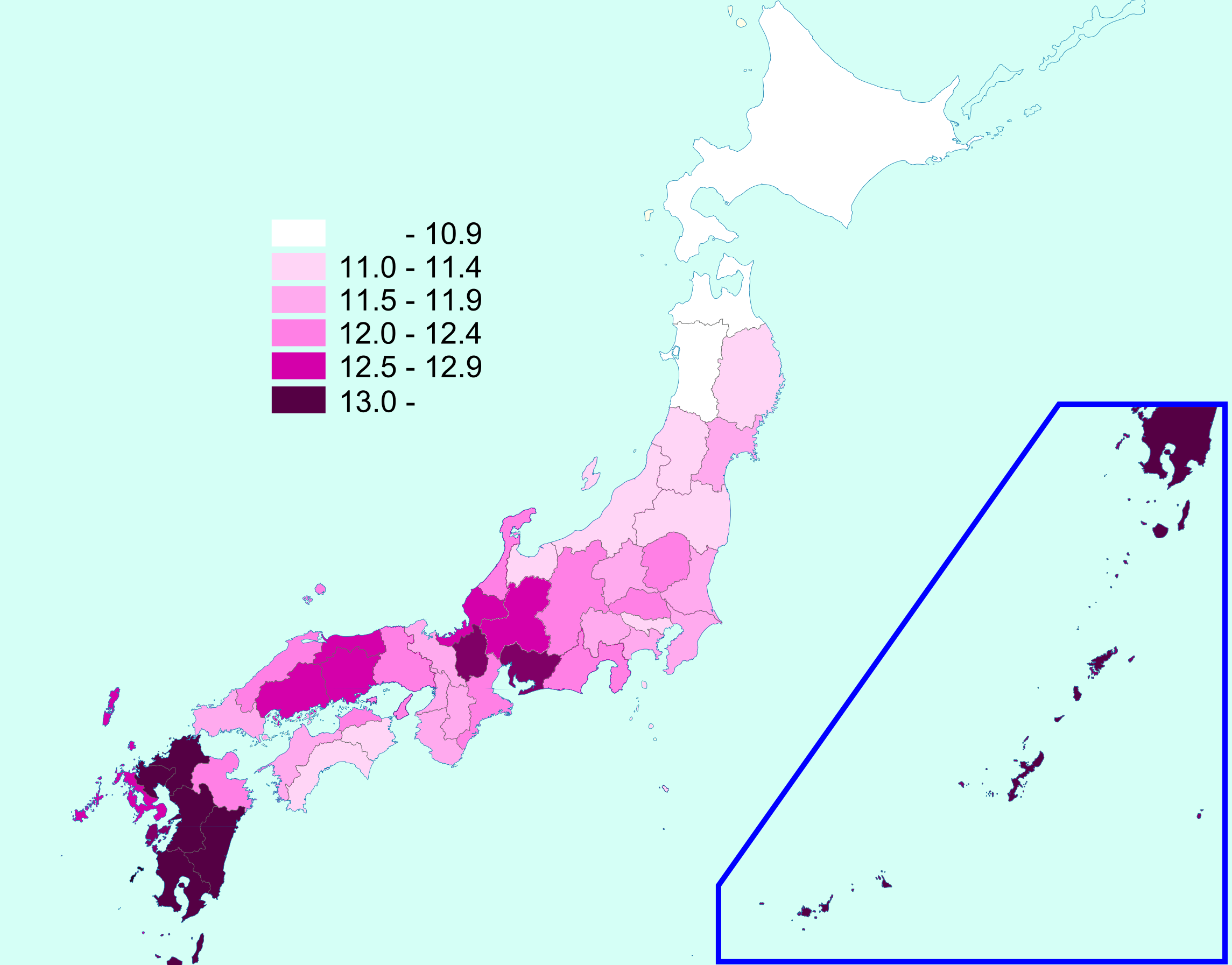
都道府県ごとの年少人口比率（2019）

2019年、日本人（日本国籍保有者）の人口は48万人減少した。一方、日本の外国人が20万人ほど増加しており、日本に居住する総人口の減少は、なだらかなものとなっている。
少子化は全国的に非対称に進行しており、北日本・東日本各県は少子化が激しく、若年人口は西高東低となっている。
2021年で南日本と北日本を比較した場合、出生数は南日本の方が39%も多いうえ（南日本10万5993人、北日本7万6389人）、死者数は逆に北日本の方が10%多くなっている（南日本17万2081人、北日本18万8660人）。
年少人口比率も、実に22位まで全て西日本または中日本が占めている。特に九州沖縄地方が高く、上位10位以内に7県が集中し、全県が全国平均を上回っている。このほか滋賀県、愛知県、広島県が比較的高い。

### 東南アジア

#### タイ
国家統計局の2013年の調査では、過去45年来、毎年100万を超える出生届が出されていたが、2012年は80万件を下回った。

## 少子化対策
少子化対策には下記などがあげられる。
1. 育児休暇制度の拡充
2. 出産後の再就職支援
3. 保育施設の拡充
4. 結婚の支援 または婚姻制度の見直し
5. 出産・育児を支援する各種給付金制度の拡充
6. 高齢者の再雇用制度の整備（少子化"社会"に対する対策）
7. 外国人労働者（移民）の受け入れ（欧州で主に行われている少子化"社会"に対する対策）
8. 高齢出産・不妊治療医療技術の開発支援

育児への公的支出と晩婚・未婚化
オーストラリアでは1980年代から、日本では1990年代から、家族・子供向け公的支出がGDP比でほぼ毎年増加しているが、いずれも出生率は低落傾向が続いている。日本における少子化の原因としては、未婚化や晩婚化などに伴う晩産化や無産化が挙げられる。2020年現在では、コロナ禍において全国の妊娠届の件数は、感染への不安が高まった3月ごろに妊娠した人が届け出る5月以降で7月まで前年同期を1割超下回っているため、来年度は出生数が80万人を割り込む可能性がある。個別の施策と出生率の関係を厳密に定量化することは難しく、高福祉が少子化を改善するか否かは総合的な観察からも明瞭な結論は導かれない。
2010年までのヨーロッパのスウェーデン、フランスなど、移民の受け入れもあり、出生率が回復していた。

### スウェーデン
スウェーデンでは1980年代後半に出生率が急激に回復したことから少子化対策の成功例と言われ、日本において出産・育児への充実した社会的支援が注目されている。しかし、前述した通り、スウェーデンは高コストであった従来の出生率改善策を放棄しており、より長期的な観点に立ったイギリス式モデルによる改革を行っている。
後述のように移民受け入れを少子高齢化に用いている。

### デンマーク

デンマーク

教育費は小学校から大学まで無料であり、大学生は月額およそ7万円の生活手当てが支給される。これは、大学生がアルバイトなどで勉学を疎かにせざるを得ない状況を回避するためである。子供は社会の財産であるという観点から、子供手当てが無駄な支出だという声は聞かれない。この子供手当てによって、多少の支出を要するデンマークの保育園や幼稚園の費用を埋め合わせる事ができる。ただし、現在の出生率は1.76と再び減少ペースに入っている。
出産・育児休暇は男女で56週間とれるだけでなく、給料も支払われる。なお、デンマークの最高税率は、所得税・地方税をあわせて51.5%である。また、VAT（付加価値税）は、25%である。

### 日本
日本政府は出生力回復を目指す施策を推進する一方、少子高齢化社会に対応した社会保障制度の改正と経済政策の研究に取り組んでいる。
2003年9月22日より少子化対策を担当する国務大臣が置かれている。詳細は内閣府特命担当大臣（青少年育成及び少子化対策担当）、内閣府特命担当大臣（少子化・男女共同参画担当）、内閣府特命担当大臣（少子化対策担当）を参照。
2000年、経済企画庁は「人口減少下の経済に関する研究会」を催し、女性・高齢者の就職率の上昇および生産性の上昇によって少子化のマイナス面を補い、1人あたりでも社会全体でもGDPを増大させ生活を改善していくことは十分に可能、との中間報告を公表した。
2020年、「人口減少下の経済に関する研究会」の報告では「女性、高齢者、障害者、外国人により人手不足は解消できる余地がある、労働生産性の向上が必要」とあった。

### 移民受け入れ

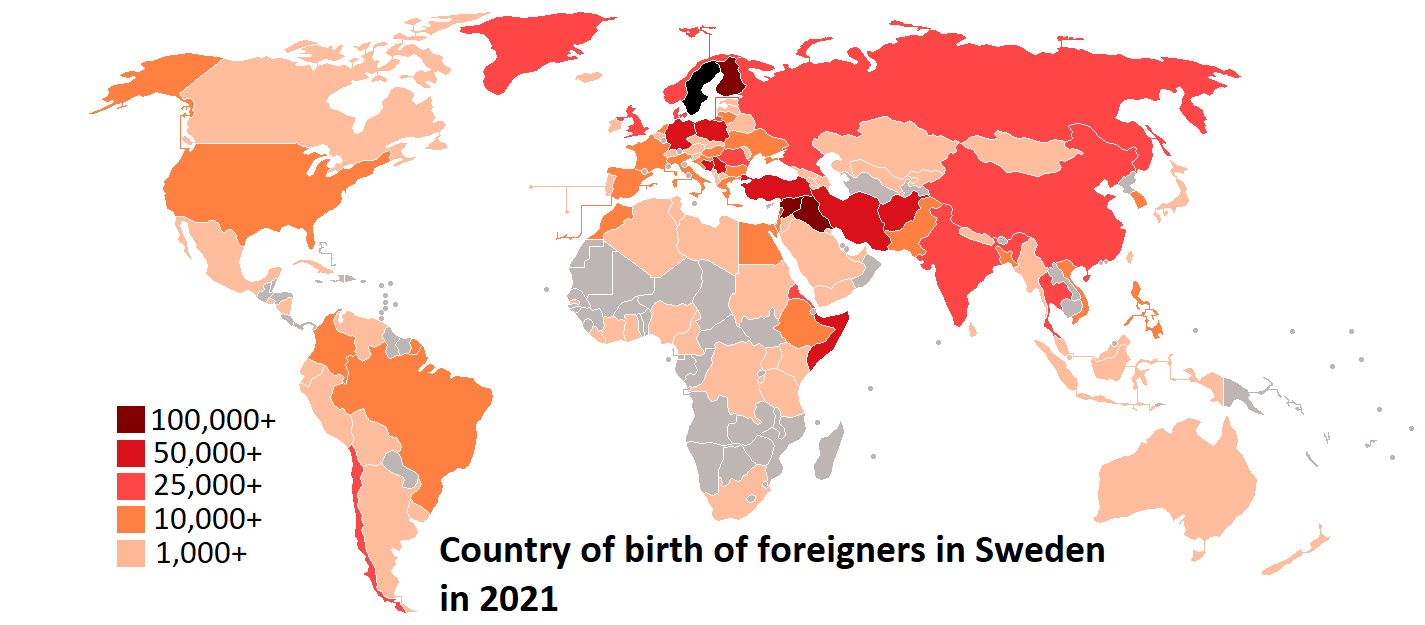

スウェーデン統計局によると、人口の19.6%（1,858,000人）が、国外にルーツを持つ人間であるという。これは自分が国外で生まれたか、もしくは両親のどちらかが国外生まれであるということを意味する。Eurostatによると、2010年のスウェーデンには、113万人（人口の14.3%）の国外出生者がおり、うち 477,000 (35.7%) がEU国籍者、859,000 (64.3%) はEU外の国籍者である。
逆に2015年で、国外で出生したスウェーデン国籍者は、上位国は以下でとなる。
1. フィンランド (156,045)
2. イラク (131,888)
3. シリア (98,216)
4. ポーランド (85,517)
5. イラン (69,067)
6. 旧ユーゴスラビア (67,190)
7. ソマリア (60,623)
8. ボスニア・ヘルツェゴビナ (57,705)
9. ドイツ (49,586)
10. トルコ (46,373)

スウェーデンのように人口減少下において労働人口および消費人口を確保するための施策として、移民を積極的に受け入れることが挙げられる。
スウェーデンでは合計特殊出生率は1.70人である一方で、純移動率は6.75人と流入超過であり、出産ではなく移民によって人口自体は増え続けている。西ドイツ（現:ドイツ連邦共和国）では第二次世界大戦後驚異的な経済成長をみせたが、それに伴い労働力不足が深刻になった。このため政府は各国と二国間協定を結び、各国の主要都市に「ドイツ委員会」を設置、本国の機関と連携して労働者の募集活動を行なった。初期はイタリアやスペイン、ベルリンの壁建設後はポルトガルやユーゴスラビアなどから労働者が集まったが、とりわけ流入が多かったのはトルコ出身者であった。第一次石油危機によって経済は打撃を受けた。おりしもベビーブーム世代の労働市場参入が本格化することが予測されていたこともあり、政府は外国人労働者募集を原則停止するとともに労働市場テストを導入した。しかし国内の外国人労働者の長期滞在化、また彼らの家族呼び寄せにより、外国人数は増加の傾向をみせていった。帰国奨励金の支給などの政策による効果も一時的なものにとどまった。このため彼らの社会的統合が図られることになったが、東西ドイツ統一後の景気悪化によってその試みは困難を迎えた。旧東ドイツ地域で失業が増加し、また冷戦の終焉やバルカン半島の情勢悪化によって他国から経済難民が大量に流入した。これにより労働市場は不安定になり、外国人労働者に対する国内感情は悪化、外国人襲撃事件が続発した。統一ドイツでは他の先進国同様、非熟練労働者受け入れの規制を強めるとともに専門的技術を持つ労働者を積極的に募集している。2000年には情報通信分野で、一定の学歴・技術を有するものに限り労働許可の取得を簡素化するグリーンカード制度を発足させた。また、これらの方針をすすめるため2005年には新移民法を施行させ、各種制度を整備した。一方で東欧諸国などを対象に二国間協定を結び、経済援助の目的のもと限定的に非熟練労働者を受け入れている。
2016年からはEU圏外のバルカン諸国からの外国人労働者が増加している。これらの国の出身者には情勢が良くないことから人道的配慮で在留を認めていたが情勢改善からそれがなくなり就労資格への切り替えが進んだためである。
ただ、あくまで自国民の出生数が減り続ける少子化に対する対策ではなく、少子化がもたらす労働力不足を補う為の対策である。2012年（平成24年）当時の少子化対策担当大臣（野田第1次改造内閣）であった中川正春は2012年2月23日に報道各社とのインタビューにて、「北欧諸国や米国は移民政策をみんな考えている。そういうものを視野に入れ、国の形を考えていく」と発言し、出生力回復を目指すだけでは人口減少を食い止めることは困難であるとの認識を示した。
2014年2月24日、内閣府の「選択する未来」委員会は、「外国からの移民を毎年20万人ずつ受け入れることで、日本の人口1億人を100年後も維持できる」という試算を示した。
2018年、当時の安倍政権は2019年に開始されることとなる外国人労働者のための在留資格、特定技能は移民ではないと閣議決定した。この決定に対する「衆議院議員奥野総一郎君提出外国人労働者と移民に関する質問に対する答弁書」には移民とは様々な文脈で使われるため定義することは出来ないと明確化された定義はないとあった。
西欧では移民受け入れへの懸念の表明自体がポリティカル・コレクトネスによってタブー化されている。しかし欧州難民危機を経て批判が噴出した。

### 人工妊娠中絶禁止
「女性の人工妊娠中絶を禁止することが少子化対策になるのではないか」という意見がある。平成28年度の人工中絶件数は168,015 件であった。ニコラエ・チャウシェスク政権下のルーマニアでは人口を増やすため人工妊娠中絶を法律で禁止としたが、秘密裏に行われた妊娠中絶の結果障害を負った女性、あるいは死亡する女性も少なくなく、1960年代後半までにルーマニアの人口は増加に転じたが、今度は育児放棄によって孤児院に引き取られる子供が増えるという新たな問題が生じた。

### ロボット
少子化の進展が不可避となるなか、人工知能やロボットの研究が盛んになっている。